# Strahlungsdetektor
Ein Strahlungsdetektor ist ein Bauteil zur Messung elektromagnetischer Strahlung. Je nach Bauweise des Detektors kann Strahlung unterschiedlicher Wellenlänge nachgewiesen werden. Viele Strahlungsdetektoren können zugleich als Teilchendetektoren dienen.
Falls die auftreffenden Photonen als getrennte Einzelereignisse registriert werden, heißt ihre Anzahl pro Zeitspanne Zählrate.

## Funktionsweise
Die Funktionsweise eines Strahlungsdetektors beruht auf elektromagnetischen Wechselwirkungen der Photonen, also der Feldquanten des elektromagnetischen Feldes, mit den Elektronen oder Atomkernen des Detektormaterials (häufig Edelgase oder Halbleiter).
Je nach Detektorart macht man sich verschiedene Wechselwirkungsmechanismen zunutze. 
Am häufigsten ist die Wechselwirkung der Photonen mit den Elektronen, also der Photoeffekt: ist die Energie des Photons gleich groß oder größer als die Bindungsenergie des Elektrons, so kann das Elektron durch das Photon aus dem Atomverbund gelöst werden. Dieses Elektron lässt man durch Anlegen eines elektrischen Feldes zur Anode driften, dort lässt es sich durch die Messung des elektrischen Stroms oder der elektrischen Ladung nachweisen. Das Licht im sichtbaren und nahen Infrarotbereich kann die relativ schwach gebundenen Valenzelektronen herausschlagen, die deutlich höherenergetische Röntgen- und Gammastrahlung wechselwirkt überwiegend mit den stärker gebundenen inneren Elektronen. 
Die Energie des freigewordenen Elektrons ist gleich der Differenz der Energie des einfallenden Photons und der Bindungsenergie des Elektrons. Ist die Energie des freigewordenen Elektrons hoch genug, so kann es weitere Atome ionisieren, so dass zahlreiche Elektronen frei werden und nachgewiesen werden können. Bei Röntgenstrahlung ist die Anzahl der generierten Elektronen proportional zur Energie des einfallenden Photons.

## Beispiele
- Photozellen zum Nachweis von Licht (NIR bis UV) und dessen Quantenenergie (veraltet)
- Photomultiplier als hochempfindliche Detektoren (bis zum Nachweis einzelner Photonen) für NIR bis UV, gekoppelt mit Szintillatoren auch für hochenergetische Strahlung (Röntgen- oder Gammastrahlung)
- Fotowiderstände, Photodioden (siehe auch: pin-Photodiode, Avalanche-Photodiode) und Fototransistoren zum Nachweis von sichtbarem Licht, NIR und UV
- CCD-Sensoren zum ortsaufgelösten Nachweis von sichtbarem Licht, NIR und UV
- Zählrohre und früher Nebelkammern zum Nachweis der meisten Arten ionisierender Strahlung
- Halbleiterdetektoren aus Silizium oder Germanium zum Nachweis von hochenergetischer Ultraviolettstrahlung (Vakuum-UV, Extrem-UV), sowie Röntgen- und Gammastrahlung
- Bolometer, Thermoelement, Golay-Zelle und pyroelektrische Sensoren (z. B. in Niedertemperatur-Pyrometern) weisen die Strahlung aufgrund der von ihr hervorgerufenen Temperaturunterschiede nach.
- Fotoplatten oder -filme, in denen die Strahlung bleibende chemische Veränderungen bewirkt, die sich durch die Entwicklung sichtbar machen lassen.
- IR-Sensorkarten wandeln infrarote Strahlung durch nichtlineare Effekte in sichtbares Licht um
- Szintillationszähler wandeln die Energie, die die Wechselwirkung hochenergetischer Quanten oder Elementarteilchen in einem Szintillator freisetzt, in Lichtblitze um und messen über die Lichtmenge pro Blitz auch deren Quanten- oder Teilchenenergie. Diese können auch in Hodoskopen zur Verfolgung der Teilchenbahnen eingesetzt werden.